# Aféra Agrokomerc
Aféra Agrokomerc představovala rozsáhlý hospodářský skandál, který se odehrál v roce 1987 v Bosně a Hercegovině a poukázala na propletenost jugoslávského hospodářství s politikou, stejně jako na neschopnost a horšící se situaci v celé zemi. Poprvé se začalo diskutovat o nelegálních praktikách, které byly po nějaký čas v SFRJ v hospodářství běžné, a odpovědné osoby byly postaveny před soud. Jednalo se o největší skandál od druhé světové války, do kterého bylo zapojeno celkem 63 bank. V narážce na americkou kauzu Watergate dostal název Agrogate.

## Průběh
V lednu 1987 došlo ve skladu závodu Agrokomerc, velkého potravinářského výrobce, sídlícího v západobosenské Velké Kladuši k požáru Škoda byla vyčíslena ve výši pěti milionů amerických dolarů. Vzhledem k tomu, že příčinou požáru mohlo být i lidské zavinění, vyvstala obava, že by byl požár vyvolán úmyslně. Následné rozkrývání příčin celé události, které doprovázela jen malá spolupráce místních manažerů, zmobilizovalo sarajevský Sekretariát vnitřních záležitostí. Ten proto nařídil důkladné vyšetřování celého Agrokomercu, které vedlo k odhalení skutečnosti – firma podepisovala nekryté směnky v hodnotě 400 milionů USD. V srpnu 1987 vydala nejvyšší rada Bosny a Hercegoviny (republiková vláda) veřejné prohlášení, ve kterém uvedla, že ve firmě Agrokomerc došlo k značným finančním podvodům. Nedlouho poté začaly o kauze obšírně informovat i další jugoslávské deníky. Deník Borba, který byl ústředním orgánem SKJ uvedl, že Agrokomerc vydal směnky v hodnotě 400 milionů USD u 63 jugoslávských bank.
Následující skandál ukončil politickou kariéru Hamdiji Pozderace, kandidáta na funkci předsedy předsednictva SFRJ a jednoho z vůdčích politiků Bosny a Hercegoviny. Pozderacův bratr byl rovněž účastníkem tohoto případu, což donutilo Hamidiju k rezignaci. Na lavici obžalovaných stanul rovněž i Fikret Abdić, ředitel společnosti. Oficiálně byl obžalován z "kontrarevoluce a ohrožování společenského zřízení" podle článku 114. tehdejšího trestního zákona.
Abdić díky nekrytým směnkám získal značné prostředky, které pomohly rozvíjet Agrokomerc a celé okolí Veliké Kladuši a Cazinu. V rukou měl velkou moc, ovládal fakticky celé okolí, kde Agrokomerc sídlil, značně ovlivňoval i místní správu. Lidé z oblasti ho respektovali. Agrokomerc, který byl kdysi typickou ukázkou socialistického zemědělství a zaměstnával ještě v 50.-60. letech pouhých 30 lidí, se stal v 80. letech velkým závodem s 13,5 tisíci zaměstnanci a výkonem, který se značně blížil produktivitě celé SR Bosny a Hercegoviny.

## Dopady kauzy
Během medializace celé události, ke které značně přispěl bělehradský deník Borba, se objevily rozporuplné názory v těch oblastech Jugoslávie, kterých se týkala. V Bosně a Hercegovině zavládlo znepokojení a začaly se ozývat hlasy, že celá kauza byla uměle vyvolaná z Bělehradu s cílem odstranit bosenskohercegovinské politické vedení. Fikret Abdić byl zatčen v září 1987. Soudní proces trval nebývale dlouho a vyvolal nemalý zájem veřejnosti. Některé významné osobnosti se vyslovily pro propuštění Abdiće z vězení, k čemuž nakonec v posledních měsících existence jednotné Jugoslávie došlo. Tisk informoval, že celá kauza odstartovala velmi problémovou vlnu inflace, která prudce oslabila jugoslávský dinár, a dosáhla v druhé polovině 80. let až 250 %. Následovaly pak četné stávky a prudké zvyšování cen.